# Només quan ric
Només quan ric (títol original: Only When I Laugh) és una pel·lícula estatunidenca de 1981 basada en l'obra de Neil Simon The Gingerbread Lady. Ha estat doblada al català. La pel·lícula, escrita per Simon i dirigida per Glenn Jordan, és protagonitzada per Marsha Mason, Joan Hackett, James Coco, i Kristy McNichol. També apareixen escenes petites amb Kevin Bacon i John Vargas.

## Argument
Georgia és una actriu exalcohòlica de Broadway de 38 anys que ha passat 12 setmanes internada en una clínica intentant desintoxicar-se. Quan surt, la seva filla li proposa viure amb ella fins que hagi d'anar a la universitat. La relació no és fàcil, ja que Georgia no està acostumada a responsabilitzar-se de res i tracta de suportar els terrors de tornar a treballar amb les pressions al seu voltant amb humor i perspicàcia, mentre deixa la beguda.

## Repartiment
Protagonistes
- Marsha Mason - Geòrgia Heinz
- Kristy McNichol - Polly Heinz
- James Coco - Jimmy Perrino
- Joan Hackett - Toby Landau
- David Dukes - David

i
- John Bennett Perry - Lou, un actor
- Guy Boyd - Fan de Boxa en Bar
- Ed Moore - Dr. Komack
- Byron Webster - Tom
- Peter Coffield - Mr. Tarloff
- Mark Schubb - Adam Kasabian
- Ellen La Gamba - Recepcionista
- Vinguda Evans - Infermera Garcia
- John Vargas - Manuel
- Nancy Nagler - Heidi
- Dan Monahan - Jason
- Michael Ross - Paul
- Tom Ormeny - Kyle
- Ken Weisbrath - Cambrer
- Henry Olek - George el Director
- Jane Atkins - Doreen
- Kevin Bacon - Don
- Ron Levine - Gary
- Rebecca Stanley - Denise Summers
- Nick Lapadula - Cambrer
- Philip Lindsay -
- Birdie M. Hali -
- Wayne Franson - Pare

## Premis i nominacions
Premis
- Globus d'Or a la millor actriu secundària per Joan Hackett

Nominacions
- Oscar a la millor actriu: Marsha Mason
- Oscar al millor actor secundari: James Coco
- Oscar a la millor actriu secundària: Joan Hackett
- Globus d'Or al millor actor secundari: James Coco
- Globus d'Or a la millor actriu secundària: Kristy McNichol